# Richard De Cneudt
Richard De Cneudt (Gent, 24 september 1877 - 29 januari 1959) was een Vlaams schrijver, activist en lid van de Raad van Vlaanderen.

## Levensloop

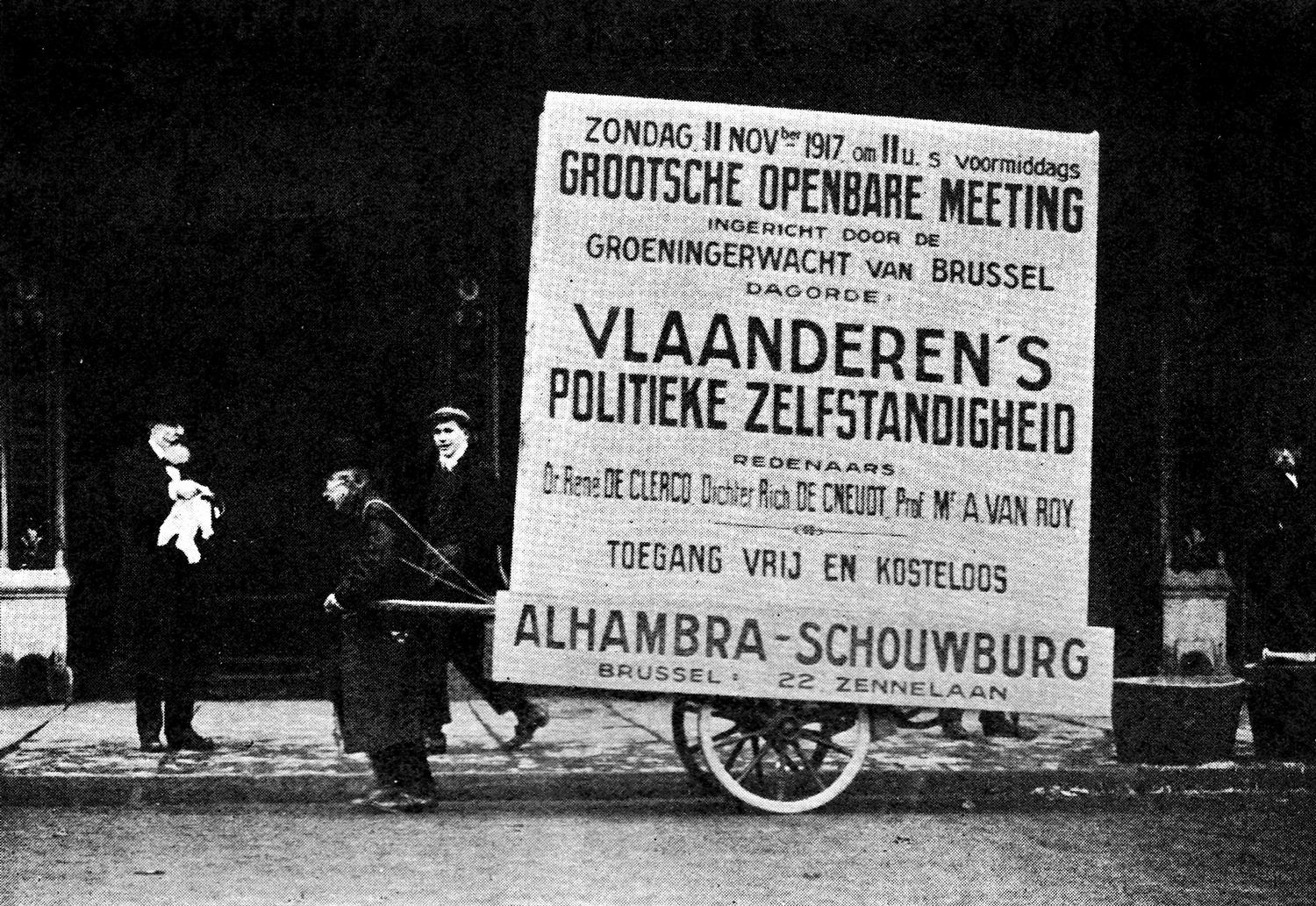
Aankondiging activistenmeeting in Alhambratheater (1917)

De Cneudt studeerde aan de Normaalschool in Gent en was van 1898 tot 1916 onderwijzer in het gemeentelijk lager onderwijs van deze stad.
Hij werd actief in het Vlaamsgezinde culturele leven, onder meer door het organiseren van kunstavonden en het stimuleren van muziekonderwijs. In 1912 organiseerde hij een viering ter ere van Virginie Loveling. Ondertussen verwierf hij een (bescheiden) bekendheid als dichter en romanschrijver.
Tijdens de Eerste Wereldoorlog behoorde hij tot de eersten die zich aansloten bij Jong-Vlaanderen. Hij werkte mee aan De Vlaamsche Post en De Gazet van Brussel, spreekbuizen van deze groep. In oktober 1915 ondertekende hij het Zevenpuntenprogramma, het manifest van Jong-Vlaanderen.
Begin 1917 was hij een van de oprichters van de Raad van Vlaanderen. Binnen de Raad werd hij secretaris van de 'Commissie voor wetenschappen en kunsten', wat leidde tot zijn benoeming als directeur van het 'Vlaams' ministerie van onderwijs, onder de leiding van Josué De Decker. Hij moest er de toepassing van de taalwetten op het gebruik van het Nederlands in het Brussels onderwijs controleren. Als conclusie hierop ijverde hij binnen de Raad van Vlaanderen voor het afschaffen van Franstalige scholen in Vlaanderen en voor de gedwongen vernederlandsing van de scholen in Groot Brussel.
In november 1918 vluchtte hij naar Duitsland met zijn vrouw en vier kinderen en werd in België bij verstek ter dood veroordeeld. Toen hij vaststelde dat de Duitse overheid geen enkele belangstelling meer had in het verderzetten van de Flamenpolitik vertrok hij in november 1919 naar Nederland. Tot in 1937 was hij leraar Frans in Rotterdam. Hij werd secretaris van de vereniging van uitgeweken activisten Voor Vrij Vlaanderen, waarvan Willem De Vreese de voorzitter was. Hoewel hij na een aantal jaren vervreemdde van de activistische milieus, werd hij niettemin erkend door geestesgenoten en werd in 1937 (na het tot stand komen van de Amnestiewet) in Gent, ter gelegenheid van zijn zestigste verjaardag een huldigingsplechtigheid georganiseerd. 
Hij kwam toen weer in Gent wonen. Tijdens de Tweede Wereldoorlog werd hij lid van de Vlaamsche Kunstenaarsgilde en voorzitter van de Kamer van Oost-Vlaamse letterkundigen, organen van Nieuwe Ordegezinde strekking. In 1942 werd hij gehuldigd bij zijn vijfenzestigste verjaardag. Hij kreeg ook een 'schadevergoeding' van een half miljoen frank vanwege de zogenaamde Bormscommissie. Om die na de oorlog aan de Belgische staat te kunnen terugstorten, moest hij in 1950 zijn rijkgevulde bibliotheek openbaar verkopen en bracht hij zijn laatste levensjaren in armoede door.

## Publicaties
- De vervlaamsing van het lager onderwijs in Groot-Brussel, 1918.
- Poëzie
  - Gevoel en Phantazie, 1895.
  - Van Dichterleven, 1898.
  - Wijding, 1902.
  - Naar lichtende wegen, 1912.
  - De stille bloei, 1925.
  - Verzen, 1937.
  - Mijn hart verlangt, 1942.
  - Liederen der bezinning, 1952.
- Romans
  - Geluk, 1905.
  - De Primus, 1907.
  - De secretaris van de dekenij, 1908.
  - De schoone droom van Dolf Verlinden, 1916.
- Toneel
  - Een Offer, 1901.